# استان ورززات
استان ورززات (به فرانسوی: Province de Ouarzazate) یک منطقهٔ مسکونی در مراکش است که در سوس ماسه درعه واقع شده‌است. استان ورززات ۴۱٫۵۵۰ کیلومتر مربع مساحت و ۴۹۹٬۹۸۰ نفر جمعیت دارد.